# Eindsplits

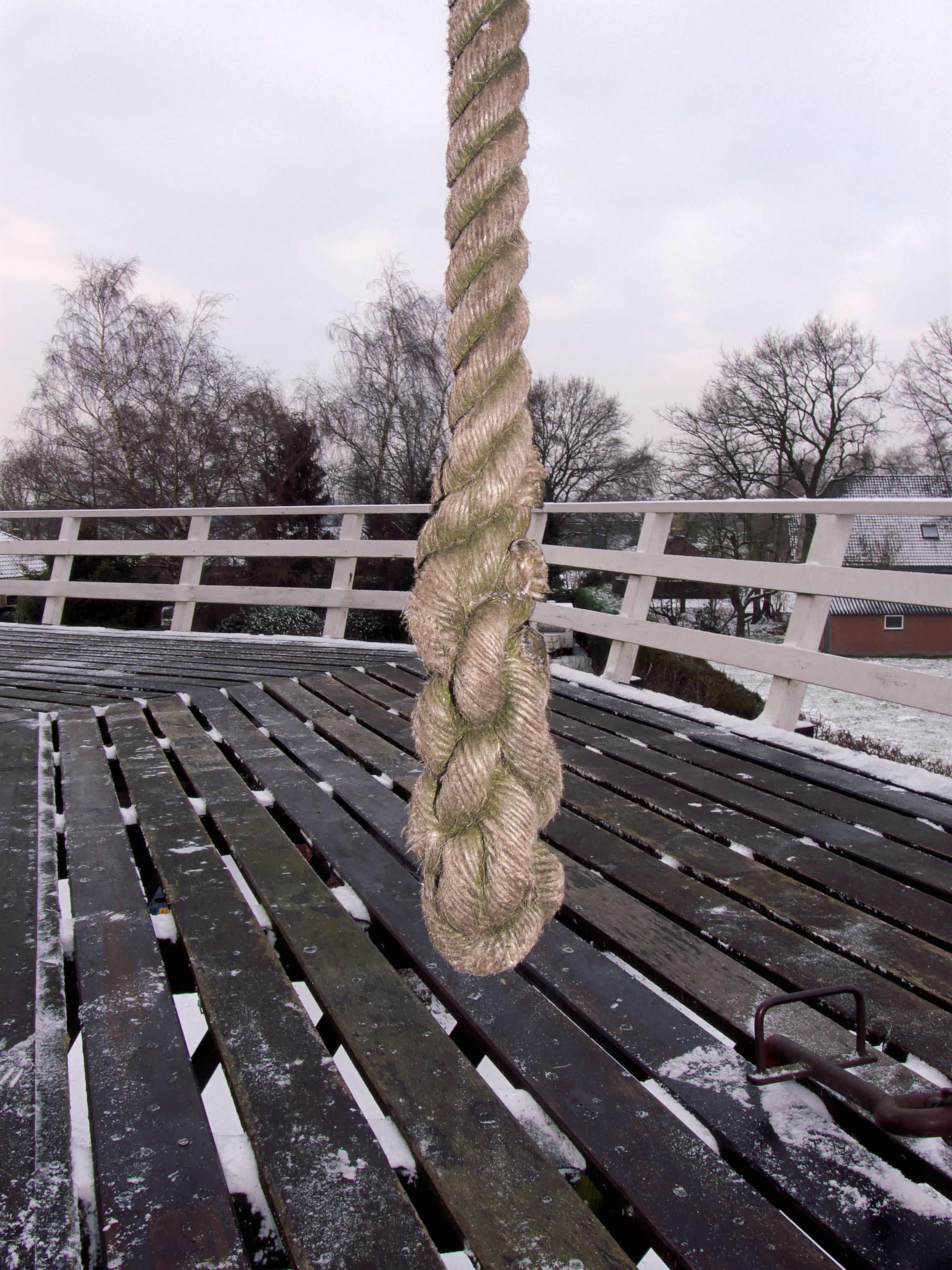
Eindsplits

Een eindsplits of Spaanse takeling wordt gemaakt aan het eind van een meerstrengig touw om rafelen te voorkomen. Hiervoor kan ook een betakeling gemaakt worden. Een eindsplits geeft een verdikt einde, een betakeling niet.
Voor het maken van de eindsplits wordt het eind van het touw ongeveer 25 cm uit elkaar gedraaid, waarna elke streng onder een andere streng wordt doorgehaald. Vervolgens worden de strengen strak aangetrokken en worden ze teruggevlochten door elke streng kruislings over een streng en dan onder de volgende streng te steken. 
|  |  |  |